# Ante Škobalj
Ante Škobalj (Duće, 2. srpnja 1914. − Split, 19. rujna 2000.) je bio hrvatski rimokatolički svećenik, slikar, glazbenik, pjesnik, pripovjedač, romanopisac, skladatelj, scenarist, klesar, drvorezac, kulturni radnik, znanstvenik i poliglot. Govorio je nekoliko živih jezika te staroslavenski, grčki i latinski.
Bio je "Vječiti idealist, vedar i komunikativan, živio je s vjerom i za vjeru". Kao svećenik bio je uzoran, samoprijegoran župnik, kao propovjednik vrsta, a kao vjeroučitelj neumoran.

## Životopis
Rodio se je 1914. u Dućama, od oca i majke Kate r. Šubić. U splitskom sjemeništu završio je gimnaziju. Bogoslovlje je studirao u Splitu i Zagrebu. Zaredio se je 1937. u Splitu. Bio je duhovnikom (župnik)u župama Podgori, Vinišću, Dolcu Donjem, Jesenicama (1945. – 1967., 10 godina dekanom Poljičkog dekanata), Žednom, Arbaniji i Gornjem Selu na Šolti. U vrijeme jugokomunizma pretrpio je progone, osobito za župnikovanja u Jesenicama. Zbog toga što je župljanima ulijevao nacionalni ponos i snagu vjere, bio je često napadan, osuđivan i zatvaran, no nije se bojao kad se radilo o vjeri i domovini. U tim vremenima velikih laži, posebno je branio istinu Evanđelja. Zadnje mjesto župnikovanja bila je Šolta. Za Šoltu je ostao vezan i nakon umirovljenja 1991. godine. Premda je tad boravio u Svećeničkom domu u Splitu, svake je nedjelje odlazio u Nečujam slaviti misu.
1975. imenovan je "papinskim kapelanom", monsinjora. Tri je godine 1970-ih bio ravnateljem Nadbiskupijskog sjemeništa gdje je samoprijegorno radio. Ondje je obnovio izdavaštvo pokrenuvši list Navještenje.
Proučavao je starohrvatsku vjeru i život starih Hrvata, ponašanja, vjerovanja, praslavenske običaje i njihov utjecaj na kršćanska vjerovanja. Istraživanja je sabrao u djelu Obredne gomile. Proučavao je Zmajevu špilju na Braču. U raspravi Vjera starih Hrvata u reljefu u Zmajevoj špilji na Braču, dokazuje kršćansku simboliku reljefa i ruši teze da su ti reljefi poganski.
Proučavao je i tumule. Dokazao je da su Hrvati u ranom srednjem vijeku nastavili se koristiti grobnim humkama starih Ilira, za ukope, kao utvrđenja i kao obredna mjesta. Dokazao je da su u nekim grobovima ostaci pokojnika ukopanih od 13. do 15. stoljeća.
Istraživao je čudesnu pojavu snijega u rodnim Dućama koja se zbila 4. kolovoza 1946. nad crkvom Gospe Snježne na Stomorici. O tome je 1999. godine napisao knjigu Svjedočanstva.
Pisao je domoljubne i duhovne pjesme. Napisao je roman, pjesme, scenska prikazanja, naslikao mnoštvo slika, skladao veći broj pjesama, složio je nekoliko mozaika i izradio nekoliko kipova.
Pokopan je u rodnim Dućama na groblju sv. Marka u obiteljskoj kapelici koju je sam podigao. U kapelici je dao napraviti mozaik na kojem se ističe lik sv. Ivana Krstitelja.

## Djela
(izbor)
Knjige:
- Obredne gomile, 1970.
- Svjedočanstva, 1999.
- Izlazak iz svemira, futuristički roman, 1988.
- Teci Jadro, teci, povijesni recital
- Josip Pravedni, scensko prikazanje
- Posvetilište Abrahamovo, scensko prikazanje

Skulptura:
- Agresija na Hrvatsku (nedovršena, nalazi se u sjemeništu)